# Walker + Worm Film
Walker + Worm Film ist eine Filmproduktionsfirma aus München.

## Geschichte
Die Firma wurde 2008 auf Basis einer langjährigen Zusammenarbeit während des gemeinsamen Studiums an der Hochschule für Fernsehen und Film München von Tobias Walker und Philipp Worm gegründet. Walker+Worm Film produziert Arthouse-Kino. Die Filmproduktionen der Firma sind in den vergangenen Jahren auf renommierten Festivals aufgeführt und mit zahlreichen Preisen ausgezeichnet worden.

## Produktionen (Auswahl)
- Alias (2009, Regie: Jens Junker)
- Die große Pyramide (2010, Regie: Frauke Finsterwalder)
- Picco (2010, Regie: Philip Koch)
- Schnee (2012, Regie: August Pflugfelder)
- Finsterworld (2013, Regie: Frauke Finsterwalder)
- Wir waren Könige (2014, Regie:Philipp Leinemann)
- Outside the Box (2015, Regie: Philip Koch)
- Vakuum (Koproduktion) (2017, Regie: Christine Repond)
- Sommerhäuser (2017, Regie: Sonja Maria Kröner)
- Glück ist was für Weicheier (2018, Regie: Anca Miruna Lăzărescu)
- Das Ende der Wahrheit (2019, Regie: Philipp Leinemann)
- Schachnovelle (2021, Regie: Philipp Stölzl)
- Der Rote Berg (Koproduktion) (2022, Regie: Timo Müller)
- Zum Tod meiner Mutter:  (2022, Regie: Jessica Krummacher)
- Aus meiner Haut (2022, Regie: Alex Schaad)
- Sisi & Ich (2023, Regie: Frauke Finsterwalder)
- Was Marielle weiß (2025, Regie: Frédéric Hambalek)
- Stiller (2025, Regie: Stefan Haupt)